# Elaphocordyceps rouxii
Elaphocordyceps rouxii är en svampart som först beskrevs av Cand., och fick sitt nu gällande namn av G.H. Sung, J.M. Sung & Spatafora 2007. Elaphocordyceps rouxii ingår i släktet Elaphocordyceps och familjen Ophiocordycipitaceae.  Arten är reproducerande i Sverige. Inga underarter finns listade i Catalogue of Life.